# Grosser Stier Berg
Grosser Stier Berg är ett berg i Österrike.   Det ligger i distriktet Braunau am Inn och förbundslandet Oberösterreich, i den centrala delen av landet, 230 km väster om huvudstaden Wien. Toppen på Grosser Stier Berg är 685 meter över havet, eller 8 meter över den omgivande terrängen. Bredden vid basen är 0,67 km. Grosser Stier Berg ingår i Hausruck.
Terrängen runt Grosser Stier Berg är platt åt sydost, men åt nordväst är den kuperad. Närmaste större samhälle är Strasswalchen, 8,9 km söder om Grosser Stier Berg. 
I omgivningarna runt Grosser Stier Berg växer i huvudsak blandskog. Runt Grosser Stier Berg är det ganska tätbefolkat, med 108 invånare per kvadratkilometer.